# Bálint György (színművész)
Bálint György, született Beck (Budapest, 1906. január 20. – Budapest, 1995. augusztus 16.) magyar színész, rendező, színházigazgató. Hortobágyi Margit színházi rendező férje.

## Életpályája
Szülei Beck Simon könyvelő és Guttmann Margit. 1927-ben végzett az Országos Színészegyesület színiiskolájában. 1925-től ösztöndíjasként a Renaissance Színházban, 1927–29-ben a Révay utcai Új Színházban, 1929–30-ban Debrecenben, 1930–1935 között Kassán és Ungváron, 1935-től 1938-ig a Belvárosi Színházban játszott. Beck családi nevét 1946-ban Bálintra változtatta. A háború után 1946–48-ban a Madách Színház színész–rendezője, Hont Ferenc távozása után főrendezője lett. 1949–51-ben az Ifjúsági Színházban és a Vidám Színpadon dolgozott, és tanított a Színművészeti Főiskolán. 1951-ben a Szegedi Nemzeti Színház igazgatójává nevezték ki. 1953–1957 között a pécsi, 1957–59-ben a szolnoki Szigligeti, 1959–60-ban a győri Kisfaludy, 1960–1963-ban a kaposvári Csiky Gergely, 1963–66-ban az egri Gárdonyi, 1966–1969 között újra a győri színház tagja volt. Hivatalosan 1966-tól nyugdíjasnak számított, de még ezt követően is fellépett és szinkronizált.

## Színházi szerepeiből
- William Shakespeare: Szentivánéji álom... Philostrat
- William Shakespeare: Rómeó és Júlia... Patikárius
- William Shakespeare: III. Richárd... Thomas Rotterham, yorki érsek
- Szophoklész: Aias... Odysseus
- Albert Camus: Caligula... Mereia
- Bertolt Brecht: A szecsuáni jólélek... A nagypapa
- George Bernard Shaw: Szent Johanna... Cauchon Péter
- George Bernard Shaw: Olyan szép, hogy nem is lehet igaz... Pixi
- George Bernard Shaw: Megtört szívek háza... Randall
- George Bernard Shaw: Szerelmi házasság... William de Burgh Cokane
- George Bernard Shaw: Warrenné mestersége... Gardner tiszteletes
- Nyikolaj Vasziljevics Gogol: A revizor... Hlopov
- Alekszandr Nyikolajevics Osztrovszkij: Holló a hollónak... Lázár
- Alekszandr Nyikolajevics Osztrovszkij: Karrier... Krutyickij
- Makszim Gorkij: Vassza Zseleznova... Melnyikov, a körzeti bíróság tagja
- Edmond Rostand: Cyrano de Bergerac... Le Bret; Guiche
- Gabriela Zapolska: Dulszka asszony erkölcse... Dulszki úr
- Joshua Sobol: Getto... Öreg
- Reginald Rose: Tizenkét dühös ember... Negyedik esküdt
- Jacques Deval: A potyautas... Ogden
- Molière - Örkény István: Zsugori... Írnok
- Barta Lajos: Szerelem... Szalay
- Bródy Sándor: A tanítónő... Bérlő
- Darvas József: Kormos ég... Béres Imre
- Dobozy Imre: Szélvihar... Müller József
- Eisemann Mihály - Baróti Géza: Bástyasétány 77... Sasek
- Fényes Szabolcs: Maya... Bambó
- Gergely Sándor: Vitézek és hősök... Kovács József, az özvegy veje, MÁV felügyelő
- Gosztonyi János: Columbus... Fra Hernando de Talavera
- Harsányi Zsolt: A bolond Ásvayné... Mihály
- Háray Ferenc: Aladdin és a csodalámpa... Szultán
- Huszka Jenő: Gül Baba... Gül Baba
- Jókai Mór: A kőszívű ember fiai... Tormándy Pál; Gálfalvy
- Katona József: Bánk bán... II. Endre
- Kálmán Imre: A cirkuszhercegnő... Sergius nagyherceg
- Kálmán Imre: Csárdáskirálynő... Leopold Mária, Lipper-Weilersheim hercege; Tábornok
- Kálmán Imre: Marica grófnő... Kudelka
- Kálmán Imre: Ördöglovas... Metternich herceg
- Kodolányi János: Végrendelet.. Koldus
- Moldova György: Malom a pokolban... Pincér
- Molnár Ferenc: Olympia... Albert gróf
- Németh Ákos: Lili Hofberg... Weidig
- Örsi Ferenc: Testvértüzek... Titoknok
- Szabó Magda: Béla király... Páter Benedictus
- Tabi László: Különleges világnap... Dr. Baranyai Burger Antal
- Tabi László: Kártyavár... Dr. Bentley
- Török Tamás - Gárdonyi Géza: A láthatatlan ember... Priszkosz, rétor
- Vészi Endre: Ketté vált mennyezet... Ügyvéd
- Zerkovitz Béla: Csókos asszony... Salvator, főlakáj
- Pierre Roger: Gyilkosság az Alhambrában... Edgar Westaire, Helena férje
- Victorien Sardou... Émile de Najac: Váljunk el!... Des Prunelles

## Rendezéseiből
- John Steinbeck: Egerek és emberek
- Molière: Nők iskolája
- William Shakespeare: Romeo és Júlia
- Fazekas Mihály - Móricz Zsigmond: Lúdas Matyi
- Molnár Ferenc: Olympia
- Dunai Ferenc: A nadrág

## Filmjei

### Játékfilmek
- A szív szava (1937)
- A nagy kék jelzés (1969)
- A tanú (1969)[4] – Püspök
- Utazás a koponyám körül (1970) – Szemész professzor
- Jelbeszéd (1974)
- Hogyan csináljunk karriert? (1980)
- Naplemente délben (1980) – Egy férfi
- Kék Duna keringő (1991)

### Tévéfilmek, televíziós sorozatok
- Az ember tragédiája (1969)
- A vörös macska (1970)
- Egy óra múlva itt vagyok (1971) – Idős tábornok
- Rózsa Sándor (1971)
- Aranyborjú 1-3. (1973)
- Fürdés (1974)
- Napok a 365-ből (1974)
- A peleskei nótárius (1975)
- Zenés TV Színház: Lili bárónő (1975)
- Lincoln Ábrahám álmai (1976)
- Doktor Senki (1977)
- Galilei (1977)
- Napforduló (1977)
- Vakáción a Mézga család (1978, rajzfilmsorozat) – Állami fő őrmester (hang)
- Az aula (1979)
- Ítélet nélkül (1979)
- Sándor Mátyás 1-6. (1979)
- Hogyan csináljunk karriert? (1980)
- A száztizenegyes (1981)
- A waterlooi csata (1982)
- II. József császár (1982) – A lelkész
- Liszt Ferenc (1982)
- Az utolsó futam (1983)
- Mint oldott kéve 1-7. (1983)
- A rágalom iskolája (1984)
- Lenkey tábornok (1985)
- Zsákutca (1985)
- Egy lepecsételt lakás (1987)
- Nyolc évszak 1-8. (1987) – Klári néni barátja (6. részben)
- A trónörökös (1988)
- Szomszédok (1991-1994) (109. és 196. részben)

## Szinkronszerepei

### Filmek
| Év   | Cím                                                                             | Szereplő                         | Színész                | Szinkron év |
| ---- | ------------------------------------------------------------------------------- | -------------------------------- | ---------------------- | ----------- |
| 1933 | Alice Csodaországban                                                            | N/A                              | N/A                    | 1976        |
| 1934 | Hórukk!                                                                         | Bankár #3                        | N/A                    | 1984        |
| 1935 | Eladó kísértet                                                                  | N/A                              | N/A                    | 1979        |
| 1937 | Walewska grófnő                                                                 | N/A                              | N/A                    | 1973        |
| 1939 | Mégis szép a világ                                                              | Férfi a rendőrkapitányságon      | N/A                    | 1985        |
| 1939 | Ninocska                                                                        | Vlagyimir, levelet átadó férfi   | Paul Weigel            | 1991        |
| 1941 | Modern Pimpernel                                                                | Karl Meyer                       | Hector Abbas           | 1979        |
| 1945 | Szerelmek városa                                                                | N/A                              | N/A                    | 1985        |
| 1947 | Bumeráng                                                                        | N/A                              | N/A                    | 1978        |
| 1947 | Bűnös vagy áldozat? (2. magyar szinkron)                                        | Georges Brignon                  | Charles Dullin         | 1982        |
| 1950 | Cyrano de Bergerac (1. magyar szinkron)                                         | Kapucinus szerzetes              | Francis Pierlot        | 1979        |
| 1951 | Idegenek a vonaton                                                              | Veszekedést csillapító férfi     | N/A                    | 1983        |
| 1952 | Hölgy kaméliák nélkül                                                           | Ősz bajszosPietroMorano          | N/A                    | 1981        |
| 1953 | A kis Muck története (2. magyar szinkron)                                       | N/A                              | N/A                    | 1978        |
| 1954 | Gyilkosság telefonhívásra                                                       | Bíró Margot tárgyalásán          | Forbes Murray          | 1983        |
| 1955 | Légből kapott zenekar                                                           | Apó                              | Stanislav Neumann      | 1983        |
| 1956 | Az ember, aki túl sokat tudott                                                  | Őr a Royal Albert Hall aulájában | N/A                    | 1986        |
| 1956 | Főutca                                                                          | ?                                | ?                      | 1958        |
| 1957 | A meztelen igazság (1. magyar szinkron)                                         | Fegyverboltos                    | Henry Hewitt           | 1983        |
| 1959 | Egy gyilkosság anatómiája                                                       | Esküdt                           | Joseph N. Welch        | 1985        |
| 1959 | Vakáció Mallorcán                                                               | N/A                              | N/A                    | 1987        |
| 1960 | A nagyfőnök                                                                     | A Sacorep igazgatója             | Robert Arnoux          | 1988        |
| 1961 | Egy nehéz élet (2. magyar szinkron)                                             | Férfi a vacsoraasztalnál         | N/A                    | 1992        |
| 1962 | Az ördög és a tízparancsolat                                                    | Mercier                          | Roland Armontel        | 1991        |
| 1964 | Fantomas                                                                        | Benzinkutas                      | N/A                    | 1983        |
| 1964 | Limonádé Joe, avagy Koldusopera                                                 | N/A                              | N/A                    | 1978        |
| 1966 | Elcserélt küldemények                                                           | Orrszarvú vadász                 | N/A                    | 1983        |
| 1966 | Főnök inkognitóban                                                              | N/A                              | N/A                    | 1983        |
| 1966 | Ki akarja megölni Jessie-t?                                                     | Rektor                           | N/A                    | 1983        |
| 1966 | Sógorom, a zugügyvéd (2. magyar szinkron)                                       | Thompson ügyvéd                  | Les Tremayne           | 1976        |
| 1967 | A nő hétszer                                                                    | N/A                              | N/A                    | 1977        |
| 1967 | Dorellik jön!                                                                   | Állatkereskedő                   | N/A                    | 1968        |
| 1969 | A nagy láng                                                                     | Peter Conner                     | Peter Kerrigan         | 1973        |
| 1969 | Vízkereszt                                                                      | Böffen Tóbiás                    | Ralph Richardson       | 1979        |
| 1970 | A hölgy nem iszik, nem dohányzik, nem flörtöl… csak fecseg (2. magyar szinkron) | Belpech                          | Robert Dalban          | 1982        |
| 1970 | Mesélő körhinta                                                                 | Karmester                        | Nyikolaj Szergejev     | 1973        |
| 1970 | Lear király                                                                     | N/A                              | N/A                    | 1971        |
| 1971 | A mellény                                                                       | A doktor                         | Tadeusz Fijewski       | 1974        |
| 1972 | Zsaru                                                                           | N/A                              | N/A                    | 1985        |
| 1973 | A rendőrség csak áll és néz                                                     | Törvényszéki orvos               | N/A                    | 1975        |
| 1973 | A Sakál napja                                                                   | N/A                              | N/A                    | 1981        |
| 1973 | Felismerés                                                                      | N/A                              | N/A                    | 1976        |
| 1973 | Piedone 1.: Piedone, a zsaru (1. magyar szinkron)                               | Salvatore tanára                 | Aldo Rendine           | 1978        |
| 1974 | A farmer felesége                                                               | Eladó                            | Nolan Leary            | 1983        |
| 1974 | A rendőrnő (1. magyar szinkron)                                                 | Jegyárus a vasútállomáson        | N/A                    | 1976        |
| 1975 | Száll a kakukk fészkére (1. magyar szinkron)                                    | Matterson tábornok               | Peter Brocco           | 1977        |
| 1976 | Csúfak és gonoszak                                                              | Diomede                          | N/A                    | 1978        |
| 1976 | Griffin és Phoenix (1. magyar szinkron)                                         | Orvos                            | N/A                    | 1979        |
| 1976 | Maraton életre-halálra                                                          | Klaus Szell                      | Ben Dova               | 1985        |
| 1976 | Mario és a varázsló                                                             | Öreg úr                          | N/A                    | 1979        |
| 1976 | Todo modo                                                                       | Beccarisi kardinális             | Riccardo Mangano       | 1979        |
| 1978 | A nagy vonatrablás (1. magyar szinkron)                                         | Burke                            | Patrick Barr           | 1981        |
| 1978 | Az Olsen-banda 10.: Az Olsen-banda hadba száll (1. magyar szinkron)             | Börtönigazgató                   | N/A                    | 1985        |
| 1978 | Félénk vagyok, de hódítani akarok                                               | Férfi a ruhaboltban              | N/A                    | 1979        |
| 1978 | Teresa Hennert románca                                                          | Mérges szállodai vendég          | N/A                    | 1979        |
| 1978 | Zugügyvéd zavarban                                                              | Atya                             | N/A                    | 1981        |
| 1979 | Isten hozta, Mister!                                                            | Lewis, ajtónálló                 | W. C. „Mutt” Burton    | 1984        |
| 1979 | Sírásás                                                                         | N/A                              | N/A                    | 1983        |
| 1980 | A gyilkos héja (1. magyar szinkron)                                             | ?                                | ?                      | 1988        |
| 1980 | A kristálytükör meghasadt (1. magyar szinkron)                                  | N/A                              | N/A                    | 1985        |
| 1980 | Aranyeső Yuccában                                                               | Vasutas                          | N/A                    | 1985        |
| 1980 | Sörgyári capriccio                                                              | N/A                              | N/A                    | 1981        |
| 1981 | Arthur                                                                          | Johnson-ék komornyikja           | Jerome Collamore       | 1991        |
| 1981 | Életünket és vérünket                                                           | N/A                              | N/A                    | 1986        |
| 1981 | Öngyilkosok klubja                                                              | Dr. Noël                         | Siegfried Seibt        | 1984        |
| 1981 | Pereputty                                                                       | N/A                              | N/A                    | 1984        |
| 1982 | Bombajó bokszoló                                                                | Kékruhás benzinkutas             | N/A                    | 1984        |
| 1982 | Gandhi                                                                          | Lord Hunter                      | Ernest Clark           | 1984        |
| 1983 | Comenius élete                                                                  | N/A                              | N/A                    | 1987        |
| 1983 | Csillagok háborúja VI. – A jedi visszatér (1. magyar szinkron)                  | Obi-Wan Kenobi                   | Alec Guinness          | 1993        |
| 1983 | Szívélyes üdvözlet a Földről                                                    | Elnök                            | Vladimír Hlavatý       | 1985        |
| 1985 | Tizenhárman vacsorára (1. magyar szinkron)                                      | Morton hercegének inasa          | Roger Milner           | 1989        |
| 1986 | Caspar David Friedrich, avagy A kor béklyói                                     | Múzeumigazgató                   | Friedrich Schoenfelder | 1990        |
| 1986 | Kemény fickók                                                                   | TV-tudósító                      | N/A                    | 1989        |
| 1987 | A keményfejű (1. magyar szinkron)                                               | N/A                              | N/A                    | 1989        |
| 1987 | A macska                                                                        | N/A                              | N/A                    | 1991        |
| 1987 | Fekete özvegy                                                                   | Végrendeleti hivatalnok          | N/A                    | 1993        |
| 1990 | A pokol konyhája (1. magyar szinkron)                                           | Finn                             | Burgess Meredith       | 1993        |
| 1990 | Az 1501-es járat rejtélye                                                       | N/A                              | N/A                    | 1992        |
| 1992 | Felhők közül a nap                                                              | Sunflower                        | John Gielgud           | 1992        |
| 1993 | Napok romjai                                                                    | Stevens apja                     | Peter Vaughan          | 1994        |
| 1993 | Sommersby                                                                       | Szemtanú                         | Joe Basham             | 1994        |

### Sorozatok
| Év        | Cím                              | Szereplő                  | Színész           | Szinkron év |
| --------- | -------------------------------- | ------------------------- | ----------------- | ----------- |
| 1967      | Támadás egy idegen bolygóról II. | Simonson bíró             | Malcolm Atterbury | 1979        |
| 1977      | Nem kell mindig kaviár           | N/A                       | N/A               | 1981        |
| 1978      | A bábu 1-9.                      | További szereplők         | N/A               | 1980        |
| 1981      | Cervantes élete 1-9.             | N/A                       | N/A               | 1985        |
| 1983      | Tom, Dick és Harriet II.         | Vásárló a sarki közértben | N/A               | 1991        |
| 1989-1991 | Csengetett, Mylord? I-III.       | Sir Ralph Shawcross       | John Horsley      | 1992-1993   |

### Rajzfilmek
| Év   | Cím                                           | Szereplő                 | Szinkronhang  | Szinkron év |
| ---- | --------------------------------------------- | ------------------------ | ------------- | ----------- |
| 1937 | Hófehérke és a hét törpe (1. magyar szinkron) | Szundi                   | Pinto Colvig  | 1962        |
| 1976 | Asterix tizenkét próbája                      | A rendelkezések ellenőre | N/A           | 1988        |
| 1979 | A király és a madár                           | Polgármester             | Claude Piéplu | 1983        |
| 1980 | Tizenkét hónap                                | December                 | N/A           | 1982        |
| 1989 | Denver, az utolsó dinoszaurusz II.            | Mr. McNally              | N/A           | 1991        |

## Díjai
- Vándor Pufi-díj (1995)[19]